# Charinus muchmorei
Espèce
Charinus muchmorei est une espèce d'amblypyges de la famille des Charinidae.

## Distribution
Cette espèce est endémique de Saint John aux Îles Vierges des États-Unis,.

## Description
La carapace des mâles mesure de 1,32 à 1,75 mm de long sur de 1,72 à 2,40 mm et celle des femelles mesure de 1,43 à 1,88 mm de long sur de 2,00 à 2,63 mm.

## Étymologie
Cette espèce est nommée en l'honneur de William B. Muchmore.

## Publication originale
- Armas & Teruel, 1997 : « A new Charinus (Amblypygi: Charontidae) from St. John, U.S. Virgin Islands. » Avicennia, vol. 6/7, p. 43-46.